# Емец, Василий Костевич
Василий Костевич Емец (укр. Василь Костьович Ємець; 15 [27] декабря 1890, Шаровка, Богодуховский уезд, Харьковская губерния — 6 января 1982, Лос-Анджелес, Калифорния, США) — украинский бандурист-виртуоз, бандурный мастер, историк, писатель, боец армии УНР.

## Биография

### Юность — Слобожанщина
Родился 15 (27) декабря 1890 года на Слободской Украине, в казацкой семье — Кости и Марии Курахович. Музыкальные способности, любовь к украинской песне передались Василию от отца и матери. В их семейном доме даже стоял фонограф (с 1899 года), на котором записывали народные песни. Парень рос среди народных мелодий, особенно его увлекала игра слепых кобзарей. Учась в старших классах гимназии, он на собственноручно заработанные деньги купил себе бандуру у киевского мастера Антония Паплинского.

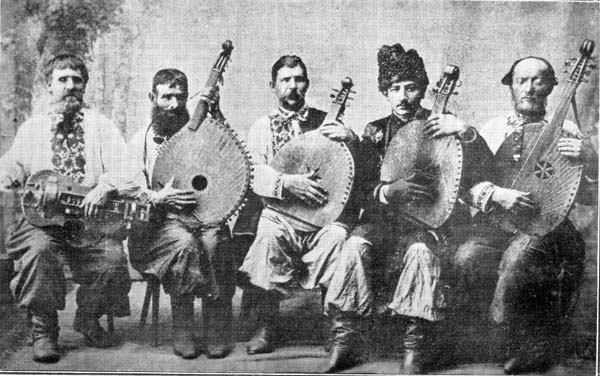
Ансамбль кобзарей на выступлениях в Ахтырке в 1911 году

В 1908 году начал изучать игру на бандуре у кобзаря Ивана Кучугуры-Кучеренко. Первое его публичное выступление состоялось 6 декабря 1911 года в Ахтырке (ныне Сумская область) в мужской гимназии. Это выступление имело чрезвычайный резонанс и едва не завершилось исключением Василия из гимназии, потому что он пел «Разрытую могилу» Тараса Шевченко. От исключения из гимназии спасло то, что на учительский совет, где рассматривался этот «скандальный инцидент», он представил «Кобзаря» Шевченко — с пометкой «Дозволено цензурою».
В 1911 году Василий Емец поступает в Харьковский университет на естественное отделение физико — математического факультета. В свободное от учений время создаёт кобзарскую группу и обучает игре на бандуре студентов, а также выступает в харьковском кинотеатре «Зеркало жизни» в перерывах между фильмами. В этом году летом он в первый раз услышал кобзарский ансамбль слепых кобзарей под управлением Ивана Кучеренко в Ахтырке, что породило идею создать такой ансамбль зрячих бандуристов.

### Кубань и Москва
Летом 1913 года по приглашению Миколы Богуславского прибыл в Екатеринодар, где организовывал «Первую кубанскую кобзарскую школу». Это путешествие в 1913 году и следующим летом заложили основу для будущего расцвета кобзарской музыки на Кубани. Ансамбли и кружки бандуристов были заложены во всех украинских планаках-станицах на Кубани. Более 50 бандуристов Кубани имели возможность изучать игру на бандуре у Василия Емца.
В 1914 году после участия в демонстрации против запрета памяти Тараса Шевченко Василий Емец вынужден был выехать с Украины в Москву, где продолжил обучение в Московском университете. Там он активно участвует в обществе «Кобзарь» и общается с украинскими бандуристами, которые группировались в Москве. Осенью 1914 года Емец выступил на Всеславянском концерте в Москве. Российская пресса отметила высокое мастерство его игры.
В 1916 году состоялось выступление Василия Емца в Большом императорском театре. После этого выступления крупнейшая в то время московская газета «Русское слово» впервые назвала Емца виртуозом. До настоящего времени Василий Емец единственный бандурист, выступавший как солист-бандурист в Большом театре. Окончив Московский университет в 1917 году, он вернулся на Украину (на Черниговщину), где в 1917—1918 годах учительствовал в городе Сосницы (ныне Черниговская область).

### Киев
В январе 1918 года в составе Боевого куреня военного министерства УНР участвовал в обороне Киева от красных войск Михаила Муравьева. В марте—апреле 1918 года служил в полку имени гетмана Петра Дорошенко Первой казацкой синей дивизии УНР.
В 1918 году при содействии гетмана Павла Скоропадского организовал коллектив из восьми бандуристов, который назывался «Кобзарский хор». Этот коллектив стал основой Киевской капеллы бандуристов. 3 ноября 1918 года в Киеве в театре Бергонье (ныне театр имени Леси Украинки) состоялся первый публичный концерт Кобзарского хора. Затем были выступления в Украинском рабочем доме, Купеческом собрании, «Молодом театре» Леся Курбаса. В марте 1919 года после концерта, посвящённого Т. Шевченко на Шулявке, Кобзарский хор ликвидировался, Емец и другие участники хора покинули столицу.
В 1919 году выступал с концертами на фронтах Тернопольщины и в Галиции.

### Эмиграция в Европу
В 1920 году Емец эмигрирует в Берлин, где ремонтирует свою бандуру, изучает музыку в Берлинской консерватории и пишет работу о кобзарах. В 1922 году проводит сольные концерты в Берлине и по Карпатской Украине. В издательстве «Украинское слово» (Берлин) была издана его книга «Кобза и кобзари» с библиографическим приложением З. Кузели (репринтное переиздание — издательство «Музыкальная Украина», 1993, Киев). Это самая известная, но не единственная его публикация — в общей сложности их более 20 (некоторые на иностранных языках).
В 1923 году по приглашению Украинского Общественного Комитета переезжает в Чехословакию. Выступает в лагерях для интернированных украинцев, позже — по разным городам Чехии. В Праге организовал школу игры на бандуре (1923) и на базе лучших студентов — вторую капеллу бандуристов (1924) и несколько студенческих ансамблей игры на бандуре в окрестностях Праги и Подебрадах. В школе изучали игру на бандуре около 100 студентов. Под его инициативой была заложена мастерская для серийного производства бандуры, которая превратилась в филиал фирмы по производству музыкальных инструментов Ингушек, где были изготовлены более 100 инструментов.
В 1926 году — концерты в Ужгороде и Закарпатье. В 1927 году — концерты в Бельгии и Франции. В 1929 году Василий Емец концертировал по Франции и Закарпатье, Буковине, где выступал в Черновцах. В 1930—1932 годах — концертные гастроли по северной Америке, где записал пластинку с композиций «В степях Украины» и историческую песню «Максим, казак Зализняк».
В 1934 году Василий Емец переселился во Францию и на долгое время остановился в Париже, где участвовал в концертах французских музыкальных обществ и по частным домам, организованным Федерацией французских артистов.

### Эмиграция в Северную Америку
В 1937 году переезжает в Канаду; много концертирует по всем крупным городам США и Канады. В том же году женился. Через некоторое время переезжает в Миннеаполис. В 1940 году переехал в Голливуд, США. Весной 1941 года становится американским гражданином. В 1942 году — концертные гастроли по США.
В 1945 году сделал первую хроматическую концертную бандуру на 56 струн. Создаёт новый репертуар для неё и применяет свою технику для игры на хроматическом инструменте. В 1946 году — первое публичное выступление с хроматическим инструментом. Исполнил «Лунную сонату» Людвига ван Бетховена на концерте в Филадельфии. В 1948 году — концерты на радио и телевидении в Голливуде и Торонто. Своими руками смастерил вторую так называемую «двойную бандуру» на 62 струны. Впоследствии признанные профессионалы не верили, что такую бандуру мог изготовить любитель. Её звук был использован в нескольких фильмах.
В 1952 году в Голливуде записал вторую долгоиграющую пластинку на хроматической двойной бандуре, где были записаны композиции «В горах Украины», «Перезвон», «Танцующие снежинки» и несколько транскрипций классики. Пластинка не была официально издана при жизни бандуриста. В США с ним познакомился с о. Иринеем Готра-Дорошенко, Емец стал его учителем по игре на бандуре. На своей бандуре исполнял транскрипции произведений Бетховена, Чайковского, Дворжака, и мечтал поставить бандуру в один ряд с арфом, скрипкой и фортепиано.
В старости работал над завершением издания своих воспоминаний о концертных путешествиях по Закарпатью в 1929 году и об общественной жизни в Праге в середине 1920-х годов, а также готовил к изданию свою пластинку инструментальных произведений. Василия Емца называли «кобзарем во фраке».
Умер 4 января 1982 года в Лос-Анджелесе.

## Труды и статьи
- Емец, В. — Возрождение бандуры // «Снип», Х.:1912
- Емец, В. — Давайте чтим народных певцов // «Маяк», ч.8 К.:1913
- Емец, В. — Кобза — Несколько слов об украинском народном потоке и его происхождении // «Украинское слово», ч.76, Берлин.:1921
- Емец, В. — Кобзари старых времен // Украинское слово, ч.102, 103, Берлин.:1921
- Jemetz, V — Kobza a kobzari — «Hudebni Vychova» N. 8, 9, 10, 1922 и 6-7, 1923, Praha
- Емец, В. — Кобза и кобзари — 1-е издание, Берлин, 1923, (111с.) 2-е издание, Н. И., 1959, 3-е издание, Киев, 1991.
- Jemetz, V — Кобза народный музыкальный инструмент Ukrajincu — «Празский Иллюстрованный Сpravodaj» N. 216, 1925
- Jemetz, V — Уkrajiнский Кобзарь Остап Вересай — «Празский Иллюстрованный Сpravodaj» N. 216, 1925
- Jemetz, V — Кобза-Бандара, украинский народный инструмент — «Narodna Politika» 22.1.1925 Praha.
- Емец, В. — Первая кобзарская капелла // «Наш мир», 15 февраля, 1925 г. Варшава.
- Емец. В. — Кобзарь Остап Вересай — «Календарь Рабочего Союза на 1926 год г.»- Скрентон, 1925, (С.93-102)
- Емец, В. — Украинские думы // «Канадийский фармер», 26 марта, 1925 Виннипег, Канада.
- Емец, В. — Украинские народные певцы // «Канадийское утро», 11 и 18 мая, 1926 Виннипег, Канада.
- Емец, В. — Кобза-бандура — Украинский народный струйок. // «Днепр», 15 мая, 1926 — Чикаго.
- Емец. В. — Кобзарь Остап Вересай — «Календарь Рабочего Союза на 1926 год»- Скрентон, 1926, (С.93-102)
- Емец, В. — Кобза-бандура — Русский народный музыкальный инструмент. // «Свобода», 30 сентября, 1926 — Ужгород.
- Емец, В. — В деле распространения кобзарства // «Народная воля», 23 июля, 1927 — Скрентон, США
- Jemetz, V — Kobza-Bandoura. L’instrument national ukrainien — Liege — Universitaire 13.5.1927 Belgique.
- Емец, В. — Возрождение кобзы. // «Тризуб», 16 января, 1927 — Париж
- Емец, В. — В Закарпатье. // «Тризуб», 27 ноября, 1927
- Емец, В. — Какая кобза является украинским национальным инструментом? // «Время», 1929 — Черновцы.
- Емец, В. — 25 лет творческого труда — (Программа концерта) — Торонто, 1936 (24с.)
- Емец, В. — Юбилейный памятник по случаю двадцати-пятилетнего труда Василия Емца для украинского музыкального искусства (1911—1936) — Виннипег, Канада 1936 (24с.) (В библиотеке Ячейки в Виннипеге)
- Емец, В. — Во благо славы Украины — г. «Украинский рабочий», Канада 17.11.1950 (О пластинках УКС и Тютюнника)
- Емец, Василий — В золотое 50-летие на службе Украины — Голливуд, США, 1961 (341с.)
- Емец. В. — Первая капелла бандуристов в мире правды // «Родина», Торонто, № 13-14, 17-31.7.1971, // № 15, (1257) 14.8.1971,
- Емец, В. — Кобза-бандура — «Кобзарский листок» Год 5, ч. 32, Февраль, 1977.
- Емец В. Кобза и кобзари: из библиогр. доп. С. Кузели и с 16 образками / Василий Емец. — Берлин: Вестн. слово, 1923. — 111 с. : ил. — (Библиотека «Украинского слова»; ч. 34).

## Ученики
М. Дремцов , О. Обабко, Кузьма Нимченко, Антон Чёрный, Михаил Телига.

## Память

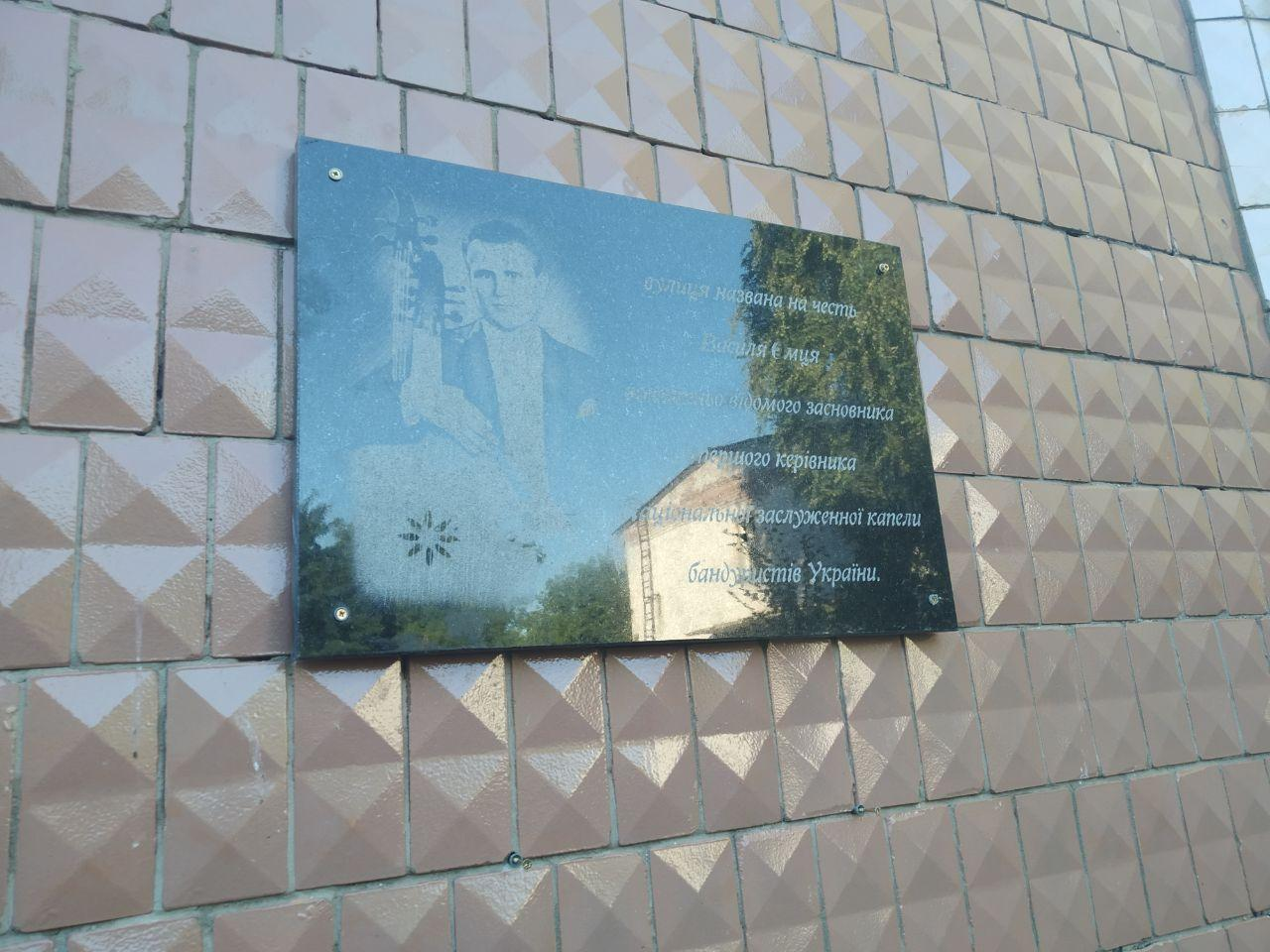
Мемориальная доска Василию Емцу в селе Шаровка

В родной Шаровке названа улица в его честь. 15 августа 2020 года на фасаде Дома культуры в селе Шаровка была открыта мемориальная доска.